# Zellerndorf
Zellerndorf è un comune austriaco di 2 446 abitanti nel distretto di Hollabrunn, in Bassa Austria; ha lo status di comune mercato (Marktgemeinde). Il 1º gennaio 1967 ha inglobato il comune soppresso di Platt.